# Club Necaxa Femenil
Club Necaxa Femenil es un club de fútbol femenino mexicano con sede en Aguascalientes, Aguascalientes, México. El club es la sección femenina del Club Necaxa desde 2017. El equipo juega en la Liga MX Femenil.

## Indumentaria

### Proveedor
| Período     | Proveedor |
| ----------- | --------- |
| 2017 – 2020 | Charly    |
| 2020 – 2025 | Pirma     |

## Jugadoras

### Altas y bajas: Clausura 2024
Fecha de actualización: 8 de junio de 2024
| Altas    | Altas    | Altas       |
| Jugadora | Posición | Procedencia |
| -------- | -------- | ----------- |

 En Pretemporada existen jugadoras del equipo piloto, se contemplarán como altas si son registradas para el torneo.
| Bajas               | Bajas         | Bajas             |
| Jugadora            | Posición      | Destino           |
| ------------------- | ------------- | ----------------- |
| Guadalupe Fernández | Mediocampista | Agente Libre      |
| Danielle Fuentes    | Mediocampista | Cruz Azul Femenil |
| Ximena D'acosta     | Delantera     | Agente Libre      |
| Wendy Regalado      | Mediocampista | Agente Libre      |

Existen casos de jugadoras que estaba en el equipo piloto y fichan para otro equipo, la jugadora se considerará baja las que debutan en liga.

### Fuerzas Básicas

#### Sub-19
- La jugadora ya debutó en Primera División.

### Jugadoras internacionales
| Selección                                  | Categoría | Jugadoras                     | #     |
| ------------------------------------------ | --------- | ----------------------------- | ----- |
| México                                     | Sub-20    | Valeria Martínez              | 1 (1) |
| México                                     | Sub-15    | Zoé Medellín                  | 1 (1) |
| México                                     | Sub-13    | Jazmín Juárez                 | 1 (1) |
| Guatemala                                  | Absoluta  | Jemery Myvett                 | 1 (1) |
| El Salvador                                | Absoluta  | Danielle Fuentes, Karen Reyes | 2 (2) |
| Fecha de actualización: 23 de mayo de 2024 |           |                               |       |

Se consideran jugadoras internacionales si han recibido llamado a selecciones nacionales en los últimos 12 meses. Con negritas se muestran aquellas jugadoras que han sido llamadas en la última convocatoria. 

## Plantillas Importantes

### 11 Inicial en Copa
El Club Necaxa Femenil inicia la era profesional del fútbol femenil en la Copa MX Femenil el 3 de mayo de 2017, enfrentando al Club Santos Laguna y ganando con un marcador de 2-0. Las anotadoras fueron Brenda García (4') y Paulina Pérez (38') en el Estadio de la Federación Mexicana de Fútbol.
| Alineación: - Cynthia Monreal - Brianda Escobedo - Cynthia Rodríguez - Brenda García - Cristina Carreón - Lucía Muñóz - Liliana Sánchez - Claudia Sánchez - Diana González - Paulina Pérez - Paulina Herrera - D.T. José Ramírez |  | C. Monreal B. Escobedo C. Rodríguez B. García C. Carreón L. Muñóz L. Sánchez C. Sánchez D. González P. Pérez P. Herrera |

### 11 Inicial en Liga
Las Centellas inician su participación en la Liga MX Femenil el 29 de julio de 2017 en las instalaciones del Club América, cayendo por 5 a 2 ante el Club de Fútbol Monterrey con goles de Andrea Villalobos (30') y Ana Huerta (53').
| Alineación: - Cynthia Monreal - Cristina Carreón - Lucía Muñóz - Liliana Sánchez - Cristina Muro - Cynthia Rodríguez - Claudia Sánchez - Paulina Herrera - Juana Hernández - Andrea Villalobos - Ana Huerta - D.T. Miguel Ramírez |  | C. Monreal L. Carreón L. Muñóz C. Sánchez C. Muro C. Rodríguez C. Sánchez P. Herrera J. Hernández A. Villalobos A. Huerta |

## Estadísticas

### Copa de la Liga
Actualizado al último partido disputado el: 5 de mayo de 2017
| TORNEO        | PJ | PG | PE | PP | GF | GC | DIF | PTS | LOGRO             | EFE (%) |
| ------------- | -- | -- | -- | -- | -- | -- | --- | --- | ----------------- | ------- |
| Clausura 2017 | 3  | 2  | 0  | 1  | 3  | 2  | 1   | 6   | 5.º               | 66.6    |
| TOTAL         | 3  | 2  | 0  | 1  | 3  | 2  | 1   | 6   | 5.º Lugar general | 66.6 %  |

### Primera División
Actualizado al último partido disputado el: 3 de mayo de 2024
| TORNEO        | PJ  | PG | PE | PP  | GF  | GC  | DIF  | PTS | POSICIÓN                               | LOGRO                                  | EFE (%) |
| ------------- | --- | -- | -- | --- | --- | --- | ---- | --- | -------------------------------------- | -------------------------------------- | ------- |
| Apertura 2017 | 14  | 2  | 4  | 8   | 8   | 22  | -14  | 10  | 12.º                                   | –                                      | 23.8    |
| Clausura 2018 | 14  | 3  | 1  | 10  | 10  | 34  | -24  | 10  | 13.º                                   | –                                      | 23.8    |
| Apertura 2018 | 16  | 1  | 4  | 11  | 5   | 33  | -28  | 7   | 18.º                                   | –                                      | 14.6    |
| Clausura 2019 | 16  | 1  | 4  | 11  | 9   | 31  | -22  | 7   | 17.º                                   | –                                      | 14.6    |
| Apertura 2019 | 18  | 1  | 3  | 14  | 6   | 35  | -29  | 6   | 19.º                                   | –                                      | 11.1    |
| Clausura 2020 | 9   | 2  | 3  | 4   | 10  | 17  | -7   | 9   | Suspendido por la pandemia de COVID-19 | Suspendido por la pandemia de COVID-19 | 33.3    |
| Apertura 2020 | 17  | 3  | 1  | 13  | 10  | 33  | -23  | 10  | 18.º                                   | –                                      | 19.6    |
| Clausura 2021 | 17  | 4  | 4  | 9   | 14  | 29  | -15  | 16  | 15.º                                   | –                                      | 31.4    |
| Apertura 2021 | 17  | 5  | 3  | 9   | 16  | 34  | -18  | 18  | 13.º                                   | –                                      | 35.3    |
| Clausura 2022 | 17  | 3  | 6  | 8   | 17  | 31  | -14  | 15  | 14.º                                   | –                                      | 29.4    |
| Apertura 2022 | 17  | 1  | 5  | 11  | 12  | 35  | -23  | 8   | 18.º                                   | –                                      | 15.7    |
| Clausura 2023 | 17  | 2  | 0  | 15  | 9   | 44  | -35  | 6   | 17.º                                   | –                                      | 11.8    |
| Apertura 2023 | 17  | 2  | 2  | 13  | 10  | 44  | -34  | 8   | 16.º                                   | –                                      | 15.7    |
| Clausura 2024 | 17  | 3  | 3  | 11  | 16  | 44  | -28  | 12  | 15.º                                   | –                                      | 23.5    |
| TOTAL         | 223 | 33 | 43 | 147 | 152 | 466 | -314 | 142 | 16º                                    | 12º lugar en clasificación             | 21.23 % |

## Goles históricos

### Goles en Copa
| Gol                                       | Fecha             | Jugador             | Rival              | Resultado | Notas           |
| ----------------------------------------- | ----------------- | ------------------- | ------------------ | --------- | --------------- |
| 1                                         | 3 de mayo de 2017 | Brenda García (19') | Club Santos Laguna | 2 - 0     | Primer gol Copa |
| Fecha de actualización: 5 de mayo de 2017 |                   |                     |                    |           |                 |

### Goles en Liga
| Gol                                            | Fecha                    | Jugador                  | Rival                    | Resultado | Notas           |
| ---------------------------------------------- | ------------------------ | ------------------------ | ------------------------ | --------- | --------------- |
| 1                                              | 30 de julio de 2017      | Andrea Villalobos (30')  | Club de Fútbol Monterrey | 2 - 5     | Primer gol Liga |
| 50                                             | 20 de septiembre de 2020 | Estefany Hernández (53') | Cruz Azul Fútbol Club    | 2 - 0     | Gol número 50   |
| 100                                            | 17 de marzo de 2022      | Luciana Riefkohl (88')   | Deportivo Toluca         | 2 - 2     | Gol número 100  |
| Fecha de actualización: 3 de noviembre de 2023 |                          |                          |                          |           |                 |

## Máximas goleadoras
Actualizado al último partido disputado el: 3 de mayo de 2024

### Máximas goleadoras en liga
| Pos  | Nacionalidad | Nombre             | Goles |
| ---- | ------------ | ------------------ | ----- |
| 1.º  | México       | Fanny Grano        | 12    |
| 2.º  | México       | Mariana Ramos      | 9     |
| 2.º  | México       | Saira López        | 9     |
| 2.º  | México       | Luciana García     | 9     |
| 5.º  | México       | Dulce Alvarado     | 8     |
| 6.º  | El Salvador  | Danielle Fuentes   | 6     |
| 6.º  | México       | Estefany Hernández | 7     |
| 6.º  | México       | Samantha Calvillo  | 7     |
| 9.º  | México       | Ana Huerta         | 6     |
| 10.º | México       | Paulina Castro     | 5     |

| Máximas goleadoras en temporada regular                | Máximas goleadoras en temporada regular | Máximas goleadoras en temporada regular | Máximas goleadoras en temporada regular |
| Pos                                                    | Nacionalidad                            | Nombre                                  | Goles                                   |
| ------------------------------------------------------ | --------------------------------------- | --------------------------------------- | --------------------------------------- |
| 1.º                                                    | México                                  | Fanny Grano                             | 12                                      |
| 2.º                                                    | México                                  | Mariana Ramos                           | 9                                       |
| 2.º                                                    | México                                  | Saira López                             | 9                                       |
| 2.º                                                    | México                                  | Luciana García                          | 9                                       |
| 5.º                                                    | México                                  | Dulce Alvarado                          | 8                                       |
| Máximas goleadoras en liguilla                         |                                         |                                         |                                         |
| Pos                                                    | Nacionalidad                            | Nombre                                  | Goles                                   |
| El Club Necaxa no ha tenido participación en liguilla. |                                         |                                         |                                         |

### Máximas anotadoras por temporada
| Máximas anotadoras por temporada de copa MX      | Máximas anotadoras por temporada de copa MX                                     | Máximas anotadoras por temporada de copa MX |
| Torneo                                           | Jugadora                                                                        | Goles                                       |
| ------------------------------------------------ | ------------------------------------------------------------------------------- | ------------------------------------------- |
| Copa MX 2017                                     | Claudia Sánchez                                                                 | 1                                           |
| Copa MX 2017                                     | Paulina Pérez                                                                   | 1                                           |
| Copa MX 2017                                     | Brenda García                                                                   | 1                                           |
| Máximas anotadoras por temporada regular de liga |                                                                                 |                                             |
| Torneo                                           | Jugadora                                                                        | Goles                                       |
| Apertura 2017                                    | Ana Huerta                                                                      | 4                                           |
| Clausura 2018                                    | Juana Ovalle Ana Huerta Cristina Muro                                           | 2                                           |
| Apertura 2018                                    | Iran Medina Andrea Castellanos Claudia Sánchez Melissa García Andrea Villalobos | 1                                           |
| Clausura 2019                                    | Lizbeth Castro                                                                  | 2                                           |
| Clausura 2019                                    | Liliana Sánchez                                                                 | 2                                           |
| Apertura 2019                                    | Brenda Pedroza                                                                  | 2                                           |
| Clausura 2020 *                                  | Dulce Alvarado                                                                  | 4                                           |
| Apertura 2020                                    | Estefany Hernández                                                              | 4                                           |
| Clausura 2021                                    | Estefany Hernández                                                              | 3                                           |
| Clausura 2021                                    | Stefanie Baz                                                                    | 3                                           |
| Apertura 2021                                    | Fanny Grano                                                                     | 5                                           |
| Clausura 2022                                    | Fanny Grano                                                                     | 3                                           |
| Apertura 2022                                    | Mariana Ramos                                                                   | 6                                           |
| Clausura 2023                                    | Diana Anguiano                                                                  | 3                                           |
| Apertura 2023                                    | Joseline Hernández                                                              | 3                                           |
| Clausura 2024                                    | Danielle Fuentes                                                                | 6                                           |

| Máximas anotadoras por liguilla                        | Máximas anotadoras por liguilla              | Máximas anotadoras por liguilla              |
| Torneo                                                 | Jugadora                                     | Goles                                        |
| ------------------------------------------------------ | -------------------------------------------- | -------------------------------------------- |
| Clausura 2020                                          | Suspendido debido a la pandemia por COVID-19 | Suspendido debido a la pandemia por COVID-19 |
| El Club Necaxa no ha tenido participación en liguilla. |                                              |                                              |

## Jugadoras Extranjeras
| Jugadora           | Posición      | Edad    | Procedencia                    | Destino          | Duración            |
| ------------------ | ------------- | ------- | ------------------------------ | ---------------- | ------------------- |
| Nikkole Teja       | Mediocampista | 25 años | Agente libre                   | Agente libre     | Cl. 2022 - Cl. 2023 |
| Karen Reyes        | Delantera     | 27 años | Åland United                   | Sigue en el club | Cl. 2023 - Presente |
| Danielle Fuentes   | Delantera     | 24 años | Universidad del Sur de Alabama | Agente libre     | Ap. 2023 - Cl. 2024 |
| Jemery Myvett      | Defensa       | 21 años | UNIFUT Antigua                 | Sigue en el club | Ap. 2023 - Presente |
| Izabelle Hernandez | Mediocampista | 21 años | James Madison HS               | Sigue en el club | Ap. 2023 - Presente |

## Entrenadores
Actualizado al último partido disputado el: 3 de mayo de 2024
| Entrenador       | Temporada     | PJ | PG | PE | PP | TR | GF | GC  | DIF  | PTS | POS                                          | Resultado                                    | EFE (%) |
| ---------------- | ------------- | -- | -- | -- | -- | -- | -- | --- | ---- | --- | -------------------------------------------- | -------------------------------------------- | ------- |
| Arnoldo Ramírez  | Copa MX 2017  | 3  | 2  | 0  | 1  | 0  | 3  | 2   | 1    | 6   | 5.º                                          | Fase de grupos                               | 66.7    |
| Arnoldo Ramírez  | Total         | 3  | 2  | 0  | 1  | 0  | 3  | 2   | 1    | 6   | 5.º                                          | Fase de grupos                               | 66.7 %  |
| Miguel Ramírez   | Apertura 2017 | 16 | 5  | 3  | 8  | 0  | 8  | 22  | -14  | 10  | 12.º                                         | Fase de grupos                               | 37.5    |
| Miguel Ramírez   | Total         | 16 | 5  | 3  | 8  | 0  | 8  | 22  | -14  | 10  | 12.º                                         | Fase Regular                                 | 37.5 %  |
| Miguel Acosta    | Clausura 2018 | 14 | 3  | 1  | 10 | 0  | 10 | 34  | -24  | 10  | 13.º                                         | Fase de grupos                               | 23.8    |
| Miguel Acosta    | Total         | 14 | 3  | 1  | 10 | 0  | 10 | 34  | -24  | 10  | 13.º                                         | Fase Regular                                 | 23.8 %  |
| Fabiola Vargas   | Apertura 2018 | 16 | 1  | 4  | 11 | 0  | 5  | 33  | -28  | 7   | 18.º                                         | Fase de grupos                               | 14.6    |
| Fabiola Vargas   | Clausura 2019 | 16 | 1  | 4  | 11 | 0  | 9  | 31  | -22  | 7   | 17.º                                         | Fase de grupos                               | 14.6    |
| Fabiola Vargas   | Apertura 2019 | 18 | 1  | 3  | 14 | 0  | 6  | 35  | -29  | 6   | 19.º                                         | Fase Regular                                 | 11.1    |
| Fabiola Vargas   | Clausura 2020 | 9  | 2  | 3  | 4  | 0  | 10 | 17  | -7   | 9   | Suspendido debido a la pandemia por COVID-19 | Suspendido debido a la pandemia por COVID-19 | 33.3    |
| Fabiola Vargas   | Apertura 2020 | 16 | 3  | 1  | 12 | 0  | 10 | 33  | -23  | 10  | 18.º                                         | Fase Regular                                 | 20.8    |
| Fabiola Vargas   | Clausura 2021 | 2  | 0  | 0  | 2  | 0  | 0  | 7   | -7   | 0   | Dejó el equipo en la Jornada 2               | Dejó el equipo en la Jornada 2               | 0       |
| Fabiola Vargas   | Total         | 77 | 8  | 15 | 54 | 0  | 40 | 156 | -116 | 39  | 17.º                                         | Fase Regular                                 | 16.9 %  |
| Leonardo Álvarez | Clausura 2021 | 15 | 4  | 4  | 7  | 0  | 14 | 22  | -8   | 16  | 15.º                                         | Fase Regular                                 | 35.6    |
| Leonardo Álvarez | Total         | 15 | 4  | 4  | 7  | 0  | 14 | 22  | -8   | 16  | 15.º                                         | Fase Regular                                 | 35.6 %  |
| Jesús Palacios   | Apertura 2021 | 17 | 5  | 3  | 9  | 0  | 16 | 34  | -18  | 18  | 13.º                                         | Fase Regular                                 | 35.3    |
| Jesús Palacios   | Clausura 2022 | 5  | 1  | 1  | 3  | 0  | 3  | 10  | -7   | 4   | Dejó el equipo en la Jornada 14              | Dejó el equipo en la Jornada 14              | 26.7    |
| Jesús Palacios   | Total         | 22 | 6  | 4  | 12 | 0  | 19 | 44  | -25  | 22  | 13.º                                         | Fase Regular                                 | 33.3 %  |
| Gerardo Castillo | Clausura 2022 | 12 | 2  | 5  | 5  | 0  | 14 | 21  | -7   | 11  | 14.º                                         | Fase Regular                                 | 30.6    |
| Gerardo Castillo | Apertura 2022 | 17 | 1  | 5  | 11 | 0  | 12 | 35  | -23  | 8   | 18.º                                         | Fase Regular                                 | 15.7    |
| Gerardo Castillo | Total         | 29 | 3  | 10 | 16 | 0  | 26 | 56  | -30  | 19  | 16.º                                         | Fase Regular                                 | 21.8 %  |
| Jorge Gómez      | Clausura 2023 | 16 | 1  | 0  | 15 | 1  | 9  | 44  | -35  | 6   | 17.º                                         | Fase Regular                                 | 6.3     |
| Jorge Gómez      | Apertura 2023 | 16 | 2  | 2  | 12 | 1  | 10 | 44  | -34  | 8   | 16.º                                         | Fase Regular                                 | 16.7    |
| Jorge Gómez      | Total         | 32 | 3  | 2  | 27 | 2  | 19 | 88  | -69  | 14  | 17.º                                         | Fase Regular                                 | 11.5 %  |
| Miguel Ramírez   | Clausura 2024 | 17 | 3  | 3  | 11 | 0  | 16 | 44  | -28  | 12  | 15.º                                         | Fase Regular                                 | 23.5    |
| Miguel Ramírez   | Total         | 17 | 3  | 3  | 11 | 0  | 16 | 44  | -28  | 12  | 15.º                                         | Fase Regular                                 | 23.5 %  |